# Schistidium obscurum
Schistidium obscurum là một loài Rêu trong họ Grimmiaceae. Loài này được H.H. Blom, Köckinger & Ignatova mô tả khoa học đầu tiên năm 2010.